# Albanija tokom balkanskih ratova
Nezavisna Albanija je proglašena 28. novembra 1912. Ovo poglavlje u istoriji Albanije obavijeno je kontroverzama i sukobima u kojima se veći deo samoproklamovanog regiona našao pod kontrolom država Balkanskog saveza: Srbije, Crne Gore i Grčke od vremena proglašenja do vremena priznanja Albanije kada su se odrekle velikog dela zemlje koje su prvobitno smatrale svojom teritorijom. Od proglašenja države u novembru 1912. godine, Privremena vlada Albanije je kontrolisala samo mali deo središnje Albanije koji je uključivao i veoma bitne gradove Valonu i Berat.

## Privremena vlada Albanije
Godina 1912. je bila puna događaja u Rumeliji. Porta je pristala, pod pritiskom albanskih pobunjenika, da dozvoli veći stepen autonomije za četiri vilajeta na zapadnom Balkanu (Kosovski, Skadarski, Janjinski i Bitoljski) i da oni budu, na osnovu posebne odluke parlamenta objedinjeni u jedan vilajet, pod nazivom Albanski vilajet, u kojem bi stanovništvo Albanske nacionalnosti ponovo imalo veća prava u odnosu na hrišćane koji naseljavaju ova četiri vilajeta. Ovim je nastavljen kontinuitet tretmana hrišćana kao građana drugog reda, što je za države članice Balkanskog saveza bio jedan od povoda za početak Prvog balkanskog rata. Zbog izbijanja Prvog balkanskog rata dogovor o formiranju ovog vilajeta i ponovnom davanju privilegovanog statusa albanskom stanovništvu nikada nije realizovan, jer nije bio potvrđen odlukom parlamenta. Ovaj vilajet je bio poznat pod nazivom Albanski vilajet, iako Albanci nisu činili većinu stanovnika na teritoriji koja obuhvata sva četiri zapadnobalkanska vilajeta Osmanskog carstva. Balkanske države su u oktobru 1912. godine, sledeći svoje oslobodilačke težnje združeno napale Osmansko carstvo i u narednih nekoliko meseci podelile celu Rumeliju, teritoriju Osmanskog carstva u Evropi, uključujući i teritorije koje su naseljene Albancima.
Zbog Italijanskog napada na Tripoli i Kirenaiku, Porta je bila prinuđena da zbog većeg vojnog angažovanja po tom osnovu obeća Albancima određenu autonomiju i veća prava u avgustu 1912. godine, jer joj je bila potrebna podrška muslimanskih Albanaca pri eventualnim sukobima sa hrišćanskim balkanskim državama. Pošto se na taj način pokazalo da su bile uzaludne molbe Srbije i Bugarske upućene početkom avgusta 1912. ministarstvu spoljnih poslova Rusije da utiče na Osmansko carstvo da ne dozvoli da hrišćanski stanovnici balkanskih vilajeta Osmanskog carstva budu ponovo obespravljeni u odnosu na Albance, balkanski saveznici su zaključili da se problem ne može rešiti diplomatskim putem. Zbog toga je Prvi Balkanski rat i počeo ultimatumom Osmanskom carstvu da odmah proglasi reforme pod nadzorom balkanskih država i zaštiti ugrožene hrišćane.
U novembru, sa izbijanjem Prvog balkanskog rata Albanci su proglasili stvaranje nezavisne Albanije, koja je uključivala današnju Albaniju i srpsku autonomnu pokrajinu Kosovo i Metohiju.

## Pohodi vojski balkanskih država u Osmanskoj Albaniji
Bugarska, Srbija, Crna Gora i Grčka su zajednički napale Osmansko carstvo u periodu između 8. i 18. oktobra 1912. i do primirja potpisanog 3. decembra 1912, što je manje od dva meseca i oslobodile gotovo celokupnu teritoriju balkanskih vilajeta osmanskog carstva. Deo Balkana je ostao pod kontrolom armije Osmanskog carstva:
1. oblast na severu Janjinskog vilajeta koja obuhvata gradove Valona i Berat sa širom okolinom
2. Skadar i Janjina, koji su bili pod opsadom i
3. deo teritorije istočno od linije Čataldža u blizini Istanbula).

U oslobođenom delu balkanskih vilajeta Osmanskog carstva nijedna etnička grupa nije činila apsolutnu većinu. Postojale su teritorije prevashodno naseljene Albancima, dok su u nekim delovima apsolutnu većinu stanovnika činili Turci, Grci, Bugari, Srbi i drugi.
Kraljevina Srbija je najpre u sadejstvu sa Kraljevinom Crnom Gorom oslobodila teritoriju Kosovskog vilajeta, a zatim je vojska Crne Gore počela opsadu Skadra a vojska Kraljevine Srbije osvojila najveći deo teritorije Bitoljskog i Skadarskog vilajeta.

### Pohod srpske vojske
Srpska vojska je prva ušla na Osmansku teritoriju naseljenu Albancima oktobra 1912. godine, kao deo vojnog pohoda u toku Prvog balkanskog rata. Kraljevina Srbija je zauzela veliki deo zemlje naseljen Albancima uključujući deo Jadranske obale. Srpski general Božidar Janković je bio komandant Srpske treće armije tokom tokom vojnog pohoda u Albaniji. Srpska vojska se suočila sa jakim otporom, predvođenim Isom Boljetincem, Azemom Galicom i drugim vođama. Tokom ratnih dejstva, srpske snage su primorale vođe plemena da potpišu deklaraciju o zahvalnosti kralju Petru I Karađorđeviću zbog „oslobođenja od strane Srpske vojske“.
Vojska Kraljevine Srbije je zauzela Drač 29. novembra 1912. godine bez ikakvog otpora. Istog dana kad je zauzela grad uspostavila je Drački okrug, a imenovan je i načelnik okruga, gradonačelnik grada i komandant vojnog garnizona.
Tokom srpske uprave, albanski pobunjebici su optužili srpsku vojsku za zločine, dok je srpska vlada demantovala izveštaje o ratnim zločinima.
Potpisivanjem Londonskog sporazuma u maju 1913. godine kojim je Srbija dobila teritorijalno proširenje, uključujući veći deo Kosovskog vilajeta, a srpska vlada je pristala da povuče svoje trupe sa prostora koji su se nalazili van teritorija dobijenih sporazumom. Ovo je omogućilo stvaranje Albanije mirnim putem. Konačno povlačenje srpske vojske iz Albanije došlo je u oktobru 1913. godine.

### Pohod crnogorske vojske
Crna Gora je tokom Prvog balkanskog rata svoje snage usmerila na oslobođenje Skadra i okoline. Do kraja opsade Skadra je došlo 23. aprila 1913. godine, a sukob se vodio između srpske vojske i crnogorskih snaga na jednoj strani i osmanske vojske na drugoj.
Crnogorska vojska je uz pomoć srpske vojske zauzela Skadar 23. aprila, ali kada je sukob već bio završen velike sile nisu dopustile da uspostavi potpunu kontrolu nad gradom i okolinom. Crnogorske i srpske snagu su bile primorane da se evakuišu u maju 1913, u skladu sa rešenjem donesenim na Londonskoj ambasadorskoj konferenciji. Povlačenje crnogorske i srpske vojske su ubrzale pomorske flotile italijanskih i britanskih topovnjača koje su se kretale tokom reke Bojane i duž obale Jadranskog mora.

### Pohod grčke vojske
Grčka vojska je kontrolisala teritoriju koja će kasnije postati deo nezavisne Albanije pre proglašenje deklaracije o nezavisnosti u Valoni. 18. novembra 1912, nakon uspešnog ustanka i 10 dana pre proglašenja nezavisnosti Albanije, lokalni komandant Spiros Spiromilos je proterao Osmanlije iz Himare i okoline. Grčka mornarica je granatirala Valonu 3. decembra 1912. godine, ali je nisu uspeli zauzeti, što je bilo u velikom interesu Italije.
Grčke snage su bile smeštene na prostoru koji će kasnije postati južna Albanija. Nakon što su se velike sile složile oko uslova Protokola Firence u decembru 1912. godine, grčka vojska je bila primorana da se povuče iz gradova Korča, Đirokastra i Saranda kao i da preda te teritorije.

## Ciljevi osvajanja
Sve Balkanske saveznice imale su za cilj da po završetku rata vrate "svoje istorijske oblasti", koje su bile "pod turskom okupacijom" pod kojom su posebno pripadnici hrišćanskih naroda bili obespravljene žrtve diskriminacije i zločina.
U proglasu Crnogorskog kralja od 26. septembra 1912. se, pored ostalog, kaže:
| „                                  | Tužni vapaj, koji dopire iz Stare Srbije od tamošnje naše potlačene braće, ne može se dalje podnositi. Onako nemilosrdno kolju ne samo ljude nego žene i nejaku đecu srpsku. Gladno, jadno i plijenjeno srpsko se roblje potuca po gorama i oko garišta svojih domova, klikujući vas da ga zažalite i izbavite. Dužnost i ljubav roda nalažu vam da pohitamo braći u pomoć. | ” |
| — Nikola Petrović, Kralj Crne Gore | |   |

Kraljevina Srbija je imala za cilj oslobađanje većeg dela Kosovskog vilajeta i delova Skadarskog i Bitoljskog, odnosno geografske oblasti Raške, Kosova, Metohije, Makedonije i najveći deo današnje Albanije sa jadranskom obalom. Srbija se radi opravdanja ovih ciljeva pozivala na istorijska prava. Osim toga Jovan Cvijić navodi podatak da je od 1876. sa tih teritorija nasilno raseljeno 150.000 Srba i umesto njih naseljeni albanski kolonisti.
Imajući u vidu da je veliki deo vilajeta Osmanskog carstva koje je nameravala da oslobodi Kraljevina Srbija je bio naseljen Albancima, dana 18. oktobra 1912. godine srpski kralj Petar I je izdao proklamaciju koju su potpisali svi članovi vlade na čelu sa Nikolom Pašićem, u kojoj je naveo:
| „                                  | Moja će vojska u Staroj Srbiji pored hrišćana zateći i Srbe muslimane, koji su nama tako isto dragi, a s njima i Arbanase, hrišćane i muslimane, s kojima naš narod živi zajedno već hiljadu i tri stotine godina, obično deleći s njima sreću i nesreću. Mi im svima nosimo slobodu, bratstvo, jednakost u svemu sa Srbima. | ” |
| — Petar Karađorđević, Kralj Srbije | |   |

Izlazak srpske vojske na more preko Skadarskog vilajeta u to vreme su zastupali mnogi srpski političari i intelektualci. Jovan Cvijić smatra da je odlukama Berlinskog kongresa “Srbija opkoljena zemlja” a Srbi “uhapšen narod”, i da Srbija mora izaći na more da bi se osamostalila. U ostvarivanju te politike Cvijić je branio pravo Srbije na Skadarski vilajet uprkos trenutnom sastavu stanovništva tih oblasti:
| „              | ...Srbija mora zbog svoje ekonomske samostalnosti dobiti pristup na Jadransko more i jedan deo arbanaske obale: bilo zauzimanjem teritorija bilo dobijanjem ekonomskih i komunikacionih prava na tu oblast. To znači, dakle, zauzimanje istina jedne etnografski strane oblasti, ali takve koja se mora zauzeti zbog osobito važnih privrednih interesa, upravo zbog životne potrebe. | ” |
| — Jovan Cvijić | |   |

## Posledice
Najvažnije posledice okupacije delova balkanskih vilajeta Osmanskog carstva u periodu 1912—1913. su:
1. formiranje Albanije
2. teritorijalna proširenja država članica Balkanskog saveza
3. pojačavanje netrpeljivosti Albanaca prema susednim narodima na Balkanu

### Formiranje Albanije
Formiranje Albanije je bilo jedna od najvažnijih posledica okupacije delova balkanskih vilajeta Osmanskog carstva u periodu 1912—1913.

#### Međunarodna konferencija ambasadora u Londonu
Radi ustanovljenja novih granica na Balkanu sazvana je u Londonu međunarodna konferencija ambasadora "Šest velikih sila" (Austro-ugarske, Italije, Rusije, Francuske, Nemačke i Ujedinjenog Kraljevstva) i ambasadora Osmanskog carstva i Balkanskih saveznica. Iako su balkanski saveznici tražili podelu teritorija svih balkanskih vilajeta Osmanskog carstva, prvog dana ambasadorske konferencije, 17. decembra 1912. godine, Šest velikih sila je sastavilo načelni zaključak o formiranju Kneževine Albanije koja bi bila deo Osmanskog carstva ali sa velikim stepenom autonomije.
Protiv savezničkih pretenzija se navodio demografski argument. Austro-Ugarska je, u skladu sa demografijom, predlagala granicu Albanije koja bi obuhvatala i Đakovicu, Debar, Korču, Janjinu, Strugu i Ohrid, Peć i Prizren. Srpska delegacija se složila da na spornim oblastima Albanci "danas čine većinu stanovništva", ali se to objašnjavalo "uzurpacijom" u "srazmerno nedavnoj prošlosti". Srpska vlada je zatim u demaršu velikim silama naglasila da neće napustiti Debar, Đakovicu ni Peć sa dolinom Belog Drima "pa ma kakvo rešenje donele velike sile" te da "iz tih predela može isterati srpsku vojsku samo jača vojna sila". Srbija je, uz podršku Francuske i Rusije, uspela da zadrži Peć, Đakovicu, Prizren, Debar i Ohrid, ali su srpski nacionalisti ipak smatrali rezultate rata nepravednim. Značajnu ulogu u donošenju konačne odluke o formiranju države Albanije je imao britanski obaveštajni oficir i diplomata Obri Herbert (Aubrey Herbert), koji je bio savetnik delegacije Albanaca na Londonskoj konferenciji.

#### Londonski ugovor o miru 1913.
Međunarodna konferencija ambasadora "Šest velikih sila" i ambasadora Osmanskog carstva i Balkanskih saveznica je završena potpisivanjem Londonskog ugovora o miru 1913. 30. maja 1913. Potpisivanjem Londonskog ugovora o miru 1913., koji su potpisali Osmansko carstvo, balkanski saveznici i Šest velikih sila, velikim silama je poverena odluka o statusu teritorije koja danas uglavnom čini teritoriju Albanije.
Velike sile su 29. jula 1913 donele odluku o sudbini ove teritorije formiranjem nove države na Balkanu - Kneževine Albanije, pod upravom Međunarodne kontrolne komisije za period od deset godina. Istog dana su izvršile zvanično priznavanje nove države, imenovale njenog monarha, Nemca (Vilhelma od Vida), i odredile njene granice. Bukureštanskim sporazumom 10. avgusta 1913, balkanske saveznice i Osmansko carstvo su se obavezali da povuku svoju vojsku u okvire novoustanovljenih granica svojih država, što je tokom avgusta 1913. praktično i učinjeno.
Srpska vojska se povukla sa teritorije Kneževine Albanije u drugoj polovini avgusta 1913. godine, po završetku Drugog balkanskog rata i potpisivanju Bukureštanskog sporazuma, a iz albanskih naselja Ljuma i Has u prizrenskom okrugu, koje su prema Londonskoj konferenciji pripale Albaniji, srpska vojska se konačno povukla tek nakon Prvog svetskog rata 1920. godine.

#### Razne deklaracije o formiranju Albanije
U periodu od početka Balkanskih ratova do potpisivanja Londonskog ugovora o miru 1913. i preuzimanja uprave nad Albanijom od strane Vilhelma od Vida, 7. marta 1914, na teritoriji Skadarskog vilajeta su dve različite grupe ljudi, podstaknute interesima nekih od Velikih Sila, deklarisale formiranje države Albanije. Svaka je za sebe, iako međunarodno nepriznata, tvrdila da ima legitimitet.

##### Deklarisanje formiranja Albanije u Valoni
Grupa Albanaca, okupljenih u Valoni, 28. novembra 1912. je proglasila formiranje nezavisne države Albanije, a zatim formirala privremenu vladu na čijem je čelu bio Ismailj Ćemali, čije je aktivnosti na formiranju Albanije organizovala i podržala Austrougarska.

##### Proglašenje stvaranja Albanije u Draču
Esad-paša Toptani je 16. oktobra 1913. osnovao Republiku Centralnu Albaniju sa prestonicom u Draču i često je isticao svoj stav da je privremena vlada na čijem je čelu bio Ismailj Ćemali nelegalna i nelegitimna lična tvorevina grupe ljudi..

#### Uspostavljanje legalne vlasti u Albaniji
Međunarodna kontrolna komisija je prvo osnovala Albansku Nacionalnu Skupštinu u cilju prevazilaženja rivaliteta dve različite samoproklamovane vlade u Albaniji. Jedne u Valoni pod upravom Ismailja Ćemalija a druge u Draču pod upravom Esad-paše Toptanija, koji je za razliku od Ćemalija, imao pod kontrolom malu armiju. Albanska Nacionalna Skupština je prvo ponudila mesto kneza Obriju Herbertu. Kada je Obri odbio ponuđeni albanski tron, Skupština je usvojila predlog Velikih Sila i imenovala Vilhelma od Vida za kneza u februaru 1914.

### Teritorijalna proširenja zemalja članica Balkanskog saveza
Odredbama Londonskog ugovora o miru 1913. i kasnije Bukureštanskim sporazumom su teritorija i broj stanovnika država članica Balkanskog saveza značajno povećani.

### Pojačavanje netrpeljivosti Albanaca prema susednim narodima na Balkanu
Okupacija delova balkanskih vilajeta Osmanskog carstva je bila direktan povod za sazivanje međunarodne konferencije ambasadora Šest velikih sila. Rezultat ove konferencije je bilo potpisivanje Londonskog ugovora o miru 1913. koji su potpisale šest velikih sila, Osmansko carstvo, Srbija, Crna Gora, Bugarska i Grčka i svojim potpisima 31. maja 1913. prepustili velikim silama odluku o sudbini teritorije koja danas čini teritoriju Albanije. Velike sile su 29. jula 1913. na osnovu odredbi Londonskog ugovora o miru formirale novu državu - Albaniju.
Okupacijom delova balkanskih vilajeta Osmanskog carstva Balkanski saveznici su stvorili preduslove da, zajedno sa velikim silama i Osmanskim carstvom, stvore nezavisnu državu Albaniju uprkos činjenici da su se Albanci borili na strani poraženih u Prvom balkanskom ratu. Po utvrđivanju konačnih granica nove države Balkanski saveznici su povukli svoju vojsku sa teritorije Albanije bez ijednog ispaljenog metka, iako su za zaposedanje ovih teritorija žrtvovani životi mnogobrojnih vojnika u borbi sa osmanskom vojskom (pogotovo vojnika Vojske Crne Gore pri opsadi Skadra).
Uprkos svim ovim činjenicama postojale su tvrdnje da je okupacija vilajeta naseljenih Albancima iz nekog razloga izazvala ogorčenje Albanaca i to prema Srbiji i česte pobune, čije gušenje je iziskivalo velike finansijske i vojne napore.
Ovo ogorčenje je bilo podstrekivano vestima objavljenim u štampi, na osnovu tvrdnji austrougarskih i italijanskih izvora, o nekakvim zločinima koje su vojske država Balkanskih saveznika navodno počinile nad Albancima.
Ovo ogorčenje je koristila i socijalistička opozicija u Srbiji, predvođena Dimitrijem Tucovićem, prilikom borbe za vlast.
| „                   | Svojom zavojevačkom politikom Srbija, Grčka i Crna Gora nisu uspele da Arbaniju podele, ali su uspele da je smanje i očerupaju. | ” |
| — Dimitrije Tucović | |   |

Dimitrije Tucović ocenjuje da je srpska buržoazija proklamujući osvajačku politiku prema Albaniji "prvi put sa lica srpskog naroda skinula veo jedne poštene nacije koja se bori za svoje oslobođenje". On je tvrdio da je Srbija htela izlazak na more i jednu svoju koloniju, ali je ostala bez izlaska na more a od zamišljene kolonije stvorila je krvnoga neprijatelja. Tucović zaključuje da je "bezgranično neprijateljstvo" albanskog naroda prema Srbiji prvi rezultat albanske politike srpske vlade. Drugi još opasniji rezultat je "odgurivanje Albanije u šake Italije i Austro-Ugarske", dve na zapadnom Balkanu najzainteresovanije velike sile.
Na Balkanu je teritorija retko obuhvatala potpuno etnički istovetno stanovništvo. Zbog toga je, između ostalog, bilo nemoguće da se definisanjem granica nacionalnih država na Balkanu omogući da svi pripadnici određene nacije žive u svojoj nacionalnoj državi. Novoformirana Kneževina Albanija je obuhvatila većinu Albanaca i oko polovinu teritorije koje u iole većem procentu naseljavaju Albanci, dok se veliki broj Albanaca našao u okviru susednih država.
U septembru 1913. izbio je prvi oružani sukob na srpsko-albanskoj granici.

### Građanski rat u Albaniji 1914.
Predstavnici Osmanskog carstva su isticali da je za njih nova Kneževina Albanija marionetska država u rukama hrišćanskih Velikih Sila i pozivala je na muslimansko stanovništvo u Albaniji na pobunu. Ubrzo po početku Prvog svetskog rata u Albaniji je izbio građanski rat u kojem su se sukobile snage lojalne knezu Vilhelmu od Vida i proislamski pobunjenici pod komandom Esad-paše Toptanija. Zbog poraza tokom građanskog rata knez Vilhelm od Vida je napustio Albaniju 3. septembra 1914. Pobunjenici pod komandom Esad-paše su zauzeli Tiranu i Drač i proglasili islamsku mini državu koju su neki tada nazivali Albanski Islamski Emirat i koja nije nikada doživela međunarodno priznanje. Međunarodna krizna komisija je u takvim okolnostima sastavila Regentsku vladu u Valoni koja je koegzistirala sa vladom koju je formirao Esad-paša.

### Okupacija Albanije tokom Prvog svetskog rata
Krajem 1915. godine Albanija je postala poprište Prvog svetskog rata. U novembru 1915. austrougarske jedinice su na Kosovu Albanci dočekali kao oslobodioce. Austrougarska vojska je izvršila okupaciju severnih delova Albanije i proterala Esad-pašu u Grčku. Regentska vlada u Valoni je funkcionisala sve dok Valonu u novembru 1916 nije okupirala Italija. Francuska je u novembru 1916. okupirala Korču i delove južne Albanije. U decembru su Francuska i Italija osnovale lokalnu vladu sa zakonodavnim pravima. Italija je 23. juna 1917. deklarisala stvaranje Republike Albanije kao Italijanskog protektorata. Došlo je i do pojave gerilskog pokreta.

## Literatura
- Koliopoulos, John S.; Veremis, Thanos M. (2009). Modern Greece: A History Since 1821. Malden, Massachusetts: John Wiley and Sons. стр. 73. ISBN 978-1-4051-8681-0.
- Popović, Bogdan; Skerlić, Jovan (1924). Srpski književni glasnik, Volume 11. стр. 275. Приступљено 6. 8. 2011. „16. novembra odred je stigao u Drač gde je oduševljeno dočekan od hrišćanskog stanovništva. Odmah su postavljene naše policijske vlasti (načelstvo okruga dračkog, upravnik varoši, predsednik opštine i načelnik vojne stanice) i potom je bilo preduzeto utvrđivanje Drača... [transl.: 'On 16 November (i.e. Gregorian 29 November) the army units arrived in Durres, where they were welcomed warmly by the Christian population. They immediately began to organize our police authorities (the county of Durres, a city major, a president of the town and commander of the military station) and then set up further fortification of Durres.']”
- Ramet, Sabrina P. (2008). Serbia, Croatia and Slovenia at Peace and at War: Selected Writings, 1983-2007. Lit. стр. 97. ISBN 978-3-8258-1267-6.
- Dimitrije Tucović, Srbija i Arbanija. Jedan prilog kritici zavojevačke politike srpske buržoazije, Beograd 1914.
- Dimitrije Đorđević, Izlazak Srbije na Jadransko more i konferencija ambasadora u Londonu 1912, Beograd 1956.
- Prvi balkanski rat 1912-1913 (Operacije srpske vojske) I, Beograd 1959.

## Spoljašnje veze
- Prvi balkanski rat: Intervencije srpske vojske u Albaniji 1912. godine (Centar za društvenu stabilnost - Zvanični kanal)
- Rezime toka i rezultata Londonske konferencije ambasadora 1912—1913 na osnovu  Архивирано на веб-сајту  (1. мај 1997)
- Pismo Dimitrija Tucovića